# كوكوريتش
كُكورِج أو كُكورِتش أو (نقحرة: كوكوريتش) هو طبق من البلقان أو الأناضول يتكون من أمعاء الخروف أو الماعز وتنقع بالتوابل المختلفة والليمون، وتلف على سيخ مثل الشاورما، ويتم شويها على نار هادئة فوق الفحم.ويعتبر كُكورِج من أكثر الوجبات السريعة استهلاكاً في تركيا.

## روابط خارجية
- طريقة تحضير الكُكورِج (باللغة التركية)